# فيديريكو ديماركو
فيديريكو ديماركو (بالإيطالية: Federico Dimarco)‏ (10 نوفمبر 1997 بميلانو في إيطاليا - ) هو لاعب كرة قدم إيطالي في مركز الدفاع. شارك مع منتخب إيطاليا تحت 17 سنة لكرة القدم ومنتخب إيطاليا تحت 19 سنة لكرة القدم. أما مع النوادي، فقد لعب مع إنتر ميلان ونادي أسكولي.

## وصلات خارجية
- فيديريكو ديماركو على موقع الاتحاد الدولي (مؤرشف)  (الإنجليزية)
- فيديريكو ديماركو على موقع الاتحاد الأوربي (الإنجليزية)
- فيديريكو ديماركو على موقع إي إس بي إن إف سي (الإنجليزية)
- فيديريكو ديماركو على موقع قاعدة بيانات كرة القدم.إي يو (الإنجليزية)
- فيديريكو ديماركو على موقع بيانات كرة القدم. دي إي (الألمانية)
- فيديريكو ديماركو على موقع ناشيونال فوتبول تيمز (الإنجليزية)
- فيديريكو ديماركو على موقع Soccerbase.com (لاعب) (الإنجليزية)
- فيديريكو ديماركو على موقع Soccerway.com (الإنجليزية)
- فيديريكو ديماركو على موقع عالم كرة القدم.نت (الإنجليزية)
- فيديريكو ديماركو على موقع AS.com (الإسبانية)